# اکاسیس
اکاسیس (به اسپانیایی: Acacías) یک سکونتگاه مسکونی در کلمبیا است که در بخش متا واقع شده‌است.

## خصوصیات
اکاسیس ۱٬۱۲۹ کیلومترمربع مساحت و ۵۴٬۵۰۷ نفر جمعیت دارد و ۴۹۸ متر بالاتر از سطح دریا واقع شده‌است.